# Championnat d'Italie de rugby à XV 1942-1943
Navigation
Serie A 1941-1942 Serie A 1945-1946
Le Championnat d'Italie de rugby à XV 1942-1943 débute en 1942 et se termine en 1943. Ce championnat est le dernier de la période de la Seconde Guerre mondiale qui voit la participation de diverses équipes universitaires fascistes (GUF signifiant Groupe Universitaire Fasciste), dissoutes après la chute du régime de Mussolini et reconstruites depuis 1946 en CUS, Centre Universitaire Sportif.
Comme lors de la saison précédente, le championnat est constitué de neuf équipes : le GUF Roma, bien qu'il termine le tournoi, se retire et est exclu du classement final. Le club de l'Amatori Milan remporte son 13e titre et est couronné pour la 6e fois consécutivement.

## Équipes participantes
| - Amatori Milan - GUF Torino - CG Milizia Roma - Padova - Battisti Genova | - GUF Milan - GUF Napoli - GUF Parma - GUF Pavie |

## Résultats
| Rang | Club                    | J  | V  | N | D  | Pm  | Pe  | Diff | Pts |
| ---- | ----------------------- | -- | -- | - | -- | --- | --- | ---- | --- |
| 1    | Amatori Rugby Milan (T) | 16 | 15 | 0 | 1  | 418 | 60  | +358 | 30  |
| 2    | GUF Torino              | 16 | 12 | 2 | 2  | 223 | 94  | +129 | 26  |
| 3    | GUF Milan               | 16 | 9  | 1 | 6  | 186 | 117 | +69  | 19  |
| 4    | Padova                  | 16 | 8  | 3 | 5  | 121 | 46  | +75  | 18¹ |
| 5    | GUF Parma               | 16 | 5  | 1 | 10 | 131 | 191 | -60  | 10¹ |
| 6    | Battisti Genova         | 16 | 3  | 4 | 9  | 56  | 157 | -101 | 10  |
| 7    | GUF Napoli              | 16 | 5  | 2 | 9  | 75  | 205 | -130 | 10¹ |
| 8    | GUF Pavie               | 16 | 1  | 2 | 13 | 43  | 298 | -255 | 3¹  |
| 9    | CG Milizia Roma         | 0  | 0  | 0 | 0  | 0   | 0   | 0    | 0   |

¹Padova, GUF Parma et GUF Pavie sont sanctionnés d'un point de pénalité et GUF Napoli de 2 points.
|  | Vainqueur (no 1)         |
|  | T : tenant du titre 1942 |

Attribution des points :  victoire : 2, match nul : 1, défaite : 0.

## Vainqueur
| Entraîneur |                        | |
| Avants     | Pilier                 | A. Barzaghi III, Brambilla, Centinari II, Colombi, Graziani, Pavoni, Pravettoni, Ramella, Racchelli, Versiglia |
| Avants     | Talonneur              | M. Battaglini (it),                                                                                            |
| Avants     | Deuxième ligne         | |
| Avants     | Troisième ligne aile   | Castano, Cazzini, Maffioli, Sgorbati                                                                           |
| Avants     | Troisième ligne centre | Testoni |
| Arrières   | Demi de mêlée          | Bevilacqua |
| Arrières   | Demi d'ouverture       | Sessi |
| Arrières   | Centre                 | Cava, Dall'Ara, Fava                                                                                           |
| Arrières   | Ailier                 | Gorni, Moretti, Poggi, G. Romano, P. Romano, Visentin, Zekan, Zamboni                                          |
| Arrières   | Arrière                | Parmigiani |